# 1937
| 1937                                                           |
| -------------------------------------------------------------- |
| Dødsfald - Fødsler                                             |
| • Begivenheder • Film • Litteratur • Musik • Sport • Videnskab |

| Gregoriansk kalender | 1937 MCMXXXVII          |
| Ab urbe condita      | 2690                    |
| Armensk kalender     | 1386 ԹՎ ՌՅՁԶ            |
| Kinesiske kalender   | 4633 – 4634 丙子 – 丁丑 |
| Etiopisk kalender    | 1929 – 1930             |
| Jødisk kalender      | 5697 – 5698             |
| Hindukalendere       |                         |
| - Vikram Samvat      | 1992 – 1993             |
| - Shaka Samvat       | 1859 – 1860             |
| - Kali Yuga          | 5038 – 5039             |
| Iransk kalender      | 1315 – 1316             |
| Islamisk kalender    | 1356 – 1357             |

Konge i Danmark: Christian 10. 1912-1947
Se også 1937 (tal)

## Begivenheder
- Mandø bliver inddiget og overgår derved fra at være en hallig til at være en inddiget tidevandsø. Inddigningen medfører også, at øen for første gang siden 1500-tallet bliver samlet til én ø i stedet for at være opdelt i en separat nordlig og sydlig ø.

### Marts
- 15. marts - USA etablerer sin første centrale blodbank

### April
- 12. april - Sir Frank Whittle foretager i den engelske by Rugby den førte test af en jetmotor bygget for at kunne drive en flyvemaskine
- 19. april – Golden Gate-broen ved San Francisco står færdig, vartegnet fejres den 27. maj og åbnes for trafikken dagen efter
- 26. april - Guernica, baskernes vigtigste by, bombes af tyske fly; 1645 omkommer, og 900 kvæstes

### Maj
- 6. maj – Zeppelineren LZ 129 Hindenburg forulykker og brænder op ved Lakehurst (New Jersey). 36 personer omkommer. Ulykken er en væsentlig grund til at luftskibe opgives som middel til persontransport
- 7. maj - i Danmark træder den første lærlingelov i kraft
- 15. maj - Kong Christian X fejrer sit 25 års regeringsjubilæum
- 27. maj -  Golden Gate broen i San Francisco bliver indviet som den hidtil længste hængebro
- 28. maj - Neville Chamberlain bliver britisk premierminister

### Juni
- 3. juni - Hertugen af Windsor gifter sig med Mrs. Wallis Simpson i Frankrig

### Juli
- 2. juli - i et forsøget på at flyve jorden rundt som den første kvinde, forsvinder Amelia Earharts fly over Stillehavet
- 7. juli – Det kejserlige Japan påbegynder en invasion af Kina

### August
- 13. august - under den 2. kinesisk-japanske krig indledes Slaget om Shanghai
- 28. august - Toyota Motors bliver et selvstændigt firma

### September
- 11. september - efter pres fra nazisterne, der forbyder hans musik, opgiver komponisten Paul Hindemith sin stilling som professor ved Berlins Musikhøjskole. Han emigrerer først til Schweiz, siden til USA, hvor han bliver amerikansk statsborger
- 21. september - J.R.R. Tolkiens roman Hobbitten udsendes i førsteudgaven
- 26. september - Storstrømsbroen åbnes af Christian 10. Den er 3,2 km lang

### Oktober
- 6. oktober - Folkeforbundet fordømmer Japans angreb på Kina

### November
- 9. november - Japanske styrker erobrer Shanghai
- 28. november – Under den spanske borgerkrig iværksætter general Francisco Franco en flådeblokade af alle spanske havne

### December
- 11. december – Italien forlader Folkeforbundet i protest, da der indføres sanktioner mod Italien som følge af angrebet på Abessinien (det nuværende Etiopien)
- 29. december - Den irske fristat bliver omdannet til en republik under navnet Irland da en ny forfatning vedtages

## Født

### Januar
- 4. januar – Johannes Møllehave, dansk præst og forfatter (død 2021).
- 4. januar – Dyan Cannon, amerikansk skuespillerinde.
- 5. januar – Mette Winge, dansk forfatter (død 2022).
- 6. januar – Harri Holkeri, finsk politiker og bankmand (død 2011).
- 8. januar – Shirley Bassey, walisisk sangerinde.
- 12. januar – Shirley Eaton, engelsk skuespillerinde.
- 14. januar – Bent Mejding, dansk skuespiller og teaterdirektør (død 2024).
- 19. januar – Prinsesse Birgitta af Sverige og Hohenzollern, svensk prinsesse (død 2024).
- 30. januar – Vanessa Redgrave, engelsk skuespillerinde.
- 30. januar – Boris Spasskij, russisk skakspiller (død 2025).
- 31. januar – Suzanne Pleshette, amerikansk skuespillerinde (død 2008).

### Februar
- 9. februar – Hildegard Behrens, tysk operasanger (død 2009).
- 11. februar – Anders Bodelsen, dansk forfatter (død 2021).
- 13. februar – Sigmund Jähn, tysk kosmonaut (død 2019).
- 13. februar – Rupiah Banda, zambisk præsident (død 2022).
- 20. februar – Robert Huber, tysk biokemiker.
- 21. februar – Harald 5., norsk konge.
- 23. februar – Henning Tjørnehøj, dansk historiker.

### Marts
- 1. marts – Jan Stage, dansk journalist og forfatter (død 2003).
- 3. marts – Bobby Driscoll, amerikansk barneskuespiller (1968).
- 6. marts – Valentina Tereshkova, sovjetisk kosmonaut. Første kvinde i rummet.
- 10. marts – María Kodama, argentinsk forfatter (død 2023).
- 30. marts – Warren Beatty, amerikansk skuespiller.

### April
- 5. april – Colin Powell, amerikansk udenrigsminister (død 2021).
- 6. april – Billy Dee Williams, amerikansk skuespiller.
- 8. april – Søs Drasbæk, dansk tøjdesigner (død 2007).
- 15. april – Frank Vincent, amerikansk skuespiller (død 2017).
- 20. april – George Takei, amerikansk skuespiller.
- 21. april – Finn Nielsen, dansk skuespiller.
- 22. april – Jack Nicholson, amerikansk skuespiller.
- 26. april - Bente Frost, dansk merkonom og teknikborgmester (død 2025).
- 28. april – Saddam Hussein, tidligere præsident i Irak (død 2006) – henrettet.

### Maj
- 4. maj – Dick Dale, amerikansk guitarist (død 2019).
- 5. maj – Trần Đức Lương, vietnamesisk præsident (død 2025).
- 12. maj - George Carlin, amerikansk stand-upkomiker (død 2008).
- 13. maj – Willy Rathnov, dansk skuespiller (død 1999).
- 15. maj – Madeleine Albright, amerikansk udenrigsminister (død 2022).
- 17. maj – Poul Erik Søe, dansk højskoleforstander, forfatter og journalist (død 2008).
- 18. maj - Jacques Santer, formand for Europa-Kommissionen.
- 19. maj – Minna Skafte Jensen, dansk professor i klassiske studier og klassisk litteratur.
- 21. maj – Mengistu Haile Mariam, etiopisk præsident.
- 25. maj – Grethe Mogensen, dansk skuespillerinde og sangerinde.

### Juni
- 1. juni – Morgan Freeman, amerikansk skuespiller.
- 2. juni – Sally Kellerman, amerikansk skuespillerinde (død 2022).
- 3. juni – Povl Kjøller, dansk komponist og sanger (død 1999).
- 11. juni – J. Robin Warren, australsk fysiolog (død 2024).
- 14. juni – Jørgen Leth, dansk forfatter, filmmand og cykelkommentator.
- 23. juni – Martti Ahtisaari, finsk præsident (død 2023).
- 25. juni – Keizō Obuchi, japansk politiker (død 2000).

### Juli
- 4. juli – Sonja af Norge, norsk dronning.
- 6. juli – Ned Beatty, amerikansk skuespiller (død 2021).
- 7. juli – Joe Zawinul, østrigsk jazzmusiker (død 2007).
- 12. juli – Bill Cosby, amerikansk skuespiller.
- 14. juli – Yoshirō Mori, japansk politiker.
- 18. juli – Hunter S. Thompson, amerikansk journalist og forfatter (død 2005).
- 21. juli – Mogens Hansen, dansk journalist og kgl. hofreporter (død 2004).
- 29. juli – Alice Vestergaard, dansk journalist.
- 29. juli – Ryutaro Hashimoto, japansk politiker (død 2006).
- 30. juli – Tonny Landy, dansk operasanger (død 2024).

### August
- 3. august – Steven Berkoff, engelsk skuespiller.
- 6. august – Charlie Haden, amerikansk kontrabassist (død 2014).
- 8. august – Henrik Bjelke, dansk forfatter (død 1993).
- 8. august – Cornelis Vreeswijk, hollandsk/svensk visesanger, trubadur og komponist (død 1987).
- 8. august – Dustin Hoffman, amerikansk skuespiller.
- 19. august − Richard Møller Nielsen, dansk fodboldspiller (død 2014).
- 24. august − Bo Christensen, dansk filmproducent (død 2020).

### September
- 1. september – Henrik Stangerup, dansk forfatter, journalist og filminstruktør (død 1998).
- 11. september – Paola af Belgien, belgisk dronning.
- 12. september – Jakob Nielsen, dansk journalist og tv-vært (død 1989).
- 20. september – Monica Zetterlund, svensk skuespillerinde og sangerinde (død 2005).

### Oktober
- 4. oktober – Jackie Collins, engelsk forfatter (død 2015).
- 11. oktober – Bobby Charlton, engelsk fodboldspiller (død 2023).
- 20. oktober – Vigga Bro, dansk skuespillerinde.
- 28. oktober - Olaf Haahr, dansk forretningsmand (død 2025).
- 31. oktober – Tom Paxton, amerikansk sanger.

### November
- 5. november – Bøje Nielsen, dansk byggematador (død 2007).
- 15. november – Carl Bertelsen, dansk fodboldspiller (død 2019).
- 21. november – Else Hvidhøj, dansk skuespiller (død 1987).
- 26. november – Boris Jegorov, sovjetisk læge-kosmonaut (død 1994).
- 30. november – Ridley Scott, engelsk filminstruktør.

### December
- 3. december – Ole Henrik Laub, dansk forfatter (død 2019).
- 3. december – Søren Krarup, dansk præst, forfatter og politiker (død 2023).
- 7. december – Thad Cochran, amerikansk politiker (død 2019).
- 12. december – Connie Francis, amerikansk popsangerinde (død 2025).
- 14. december – Anita Lindblom, svensk sangerinde (død 2020).
- 17. december – Bent Solhof, dansk pædagog og skaber af Prop og Berta (død 2016).
- 21. december – Jane Fonda, amerikansk skuespillerinde.
- 26. december – John Horton Conway, engelsk matematiker (død 2020).
- 30. december – Gordon Banks, engelsk fodboldspiller (død 2019).
- 31. december – Anthony Hopkins, walisisk skuespiller.
- 31. december – Carl Emil Christiansen, dansk fodboldtræner  (død 2018).

## Dødsfald

### Januar
- 5. januar – Marie Hjelmer, dansk kvindesagsforkæmper og politiker (født 1869).

### Februar
- 7. februar – Elihu Root, amerikansk jurist, politiker og nobelprismodtager (født 1845).
- 8. februar – Martin Borch, kgl. dansk bygningsinspektør og arkitekt (født 1852).
- 11. februar – Suzette Holten, dansk maler og kunsthåndværker (født 1863).

### Marts
- 9. marts - Carl Johan Sonning, dansk redaktør, forfatter og fondsstifter (født 1879).
- 15. marts - H.P. Lovecraft, amerikansk gyserforfatter (født 1890).
- 17. marts – Svenn Poulsen, dansk journalist og redaktør (født 1872).
- 17. marts – Austen Chamberlain, britisk politiker og nobelprismodtager (født 1863).
- 22. marts – Thorvald Aagaard, dansk komponist og organist (født 1877).
- 23. marts – Helge Rode, dansk forfatter (født 1870).
- 29. marts – Karol Szymanowski, polsk komponist (født 1882).

### April
- 3. april – Marius Godskesen, dansk overretssagfører og borgmester (født 1861).
- 29. april – Wallace Carothers, amerikansk kemiker (født 1896).

### Maj
- 5. maj - Holger Begtrup, dansk højskoleforstander og politiker (født 1859).
- 23. maj – John D. Rockefeller, Sr., amerikansk forretningsmand (født 1839).
- 28. maj – Alfred Adler, østrigsk psykoanalytiker (født 1870).

### Juni
- 7. juni – Jean Harlow, amerikansk skuespiller (født 1911).
- 11. juni – Agnes Slott-Møller, dansk maler (født 1862).
- 18. juni – Gaston Doumergue, fransk præsident (født 1863).
- 19. juni – J.M. Barrie, skotsk forfatter, Peter Pans "far" (født 1860).
- 25. juni – Colin Clive, britisk skuespiller (født 1900).

### Juli
- 2. juli – Benny Dessau, dansk direktør (født 1868).
- 4. juli – Ottó Hellmich, ungarsk gymnast og OL-deltager (født 1874).
- 11. juli – George Gershwin, amerikansk komponist (født 1898).
- 17. juli – Gabriel Pierné, fransk komponist, dirigent og organist (født 1863).
- 20. juli – Guglielmo Marconi, italiensk fysiker, radiotekniker og nobelprismodtager (født 1874).

### August
- 6. august – Annie Horniman, engelsk teaterleder (født 1860).

### September
- 2. september – Pierre de Coubertin, fransk grundlægger af de moderne Olympiske Lege (født 1863).
- 14. september - Tomáš Masaryk, tjekkisk præsident (født 1850).
- 19. september – Anders Bundgaard, dansk billedhugger (født 1864).
- 26. september - Bessie Smith, afroamerikansk bluessangerinde og danser (født 1894).

### Oktober
- 17. oktober – Ludvig Birkedal-Barfod, dansk komponist og organist (født 1850).
- 19. oktober – Sir Ernest Rutherford, engelsk atomfysiker. Modtog Nobelprisen i kemi i 1908 (født 1871).
- 20. oktober – Harald Slott-Møller, dansk maler (født 1864).

### November
- 9. november - Ramsay MacDonald, skotsk politiker og premierminister (født 1866).
- 12. november – Niels V. Holbek, dansk oberst (født 1857).
- 15. november - Eero Järnefelt, finsk maler og grafiker (født 1863).

### December
- 1. december – Rasmus Nicolaj Ernst, dansk lærer, løjnant og idrætspioner (født 1872).
- 8. december – Jørgen Christensen, dansk politiker og minister (født 1871).
- 9. december – Gustaf Dalén, svensk opfinder (født 1869).
- 15. december – Vilhelm Herold, dansk kammersanger (født 1865).
- 21. december – Frank B. Kellogg, amerikansk jurist, politiker og nobelprismodtager (født 1856).
- 28. december – Maurice Ravel, fransk komponist (født 1875).
- 30. december – H.N. Andersen, dansk etatsråd og ØK's stifter (født 1852).

## Nobelprisen
- Fysik – Clinton Davisson & Sir George Thomson
- Kemi – Walter Norman Haworth og Paul Karrer (C-vitamin og kulhydrater)
- Medicin – Albert von Szent-Györgyi Nagyrapolt
- Litteratur – Roger Martin du Gard
- Fred – Viscount Cecil of Chelwood (Lord Edgar Algernon Robert Gascoyne Cecil), stifter og præsident for International Peace Campaign.

## Sport
- 10. februar – Svømmeren Ragnhild Hveger sætter ny verdensrekord i 400 m crawl. Den nye rekordtid lyder på 5:14,2 minutter.
- 14. februar – I Århus sætter Ragnhild Hveger ny verdensrekord i 200 m rygcrawl. Den nye rekordtid lyder på 2:41,3 minutter.
- 24. februar – Ajax bliver danmarksmestre i håndbold for mænd.
- 27. februar – Canada vinder VM i ishockey. Storbritannien vinder sølv og bliver dermed europamester, mens Schweiz vinder bronze.
- 5. marts – Ragnhild Hveger sætter ny verdensrekord i 300 m crawl. Den nye rekordtid lyder på 3:50,1 minutter.
- 7. marts – Svømmepigen Inge Sørensen svømmer fire sekunder hurtigere end verdensrekorden i 200 m brystsvømning, men bliver alligevel slået af Martha Genenger, som dermed er ny indehaver af rekorden.
- 4. april – Ragnhild Hveger sætter med tiden 5:44,5 minutter ny verdensrekord i 400 m rygcrawl.
- 1. maj – Inge Sørensen sætter ny verdensrekord i 500 m brystsvømning med tiden 8:01,9 minutter.
- 1. maj – Sunderland A.F.C. vinder den engelske FA Cup i fodbold.
- 8. maj – AB vinder danmarksmesterskabet i fodbold.
- 17. maj – I Breslau vinder Tyskland fodboldlandskampen mod Danmark med 8-0.
- 4. juni – Håndboldlandskampen mellem Danmark og Tyskland ender med tysk sejr på 6-3.
- 13. juni – I Københavns Idrætspark vinder Danmark fodboldlandskampen mod Norge med 5-1.
- 20. juni – Langdistancesvømmeren Lilli Andersen svømmer over Storebælt fra Halsskov til Knudshoved på 7 timer og 49 minutter
- 21. juni - for første gang vises TV fra Wimbledon
- 29. juni – Jenny Kammersgaard svømmer fra Samsø til Jylland på 13½ timer.
- Øster Allé, Københavns Idrætspark, Landskamp. Danmark - Finland, d. 17 oktober 193720. juli – Københavnsmesterskaberne i atletik for kvinder afholdes for første gang.
- 25. juli – Georg Nielsen vinder danmarksmesterskabet i landevejscykling.
- 6. august- Lilli Andersen svømmer over Øresund fra Barsebäck til Bellevue på 7 timer og 47 minutter.
- 23. august – Belgieren Eloi Meulenberg vinder VM i landevejscykling for professionelle i København.
- 24. august – Italieneren Adolfo Leoni vinder VM i landevejscykling for amatører foran danskeren Frode Sørensen.
- 12. september – Danmarks fodboldlandshold taber landskampen mod Polen med 3-1 i Warszawa.
- 3. oktober – Ved fodboldlandskampen mellem Danmark og Sverige på Råsunda i Stockholm vinder Danmark 2-1. Der skal gå næsten 40 år før end Danmark igen besejrer Sverige på udebane.
- 17. oktober – Danmark vinder fodboldlandskampen mod Finland med 2-1 i Idrætsparken i København.
- 31. oktober – Fodboldklubben B 1903 vinder pokalturneringen.
- Ryder Cup, golf – USA-Storbritannien 8-4.

## Film
- Mille, Marie og mig (dansk film med Marguerite Viby).
- Den store illusion (instruktion: Jean Renoir)
- 17. april - tegnefilmsfiguren Daffy And optræder på første gang på film
- 21. december - Snehvide og de syv små dværge (producent: Walt Disney, første tegnefilm i spillefilmslængde).